# Fortanet
Fortanet (en castellà i oficialment, Fortanete) és un municipi d'Aragó situat a la província de Terol i enquadrat a la comarca del Maestrat (Aragó). Al nord limita amb Pitarc i Cañada de Benatanduz, a l'est amb Cantavella, al sud amb Mosquerola i Valdelinares i a l'oest amb Villarroya de los Pinares.

## Situació

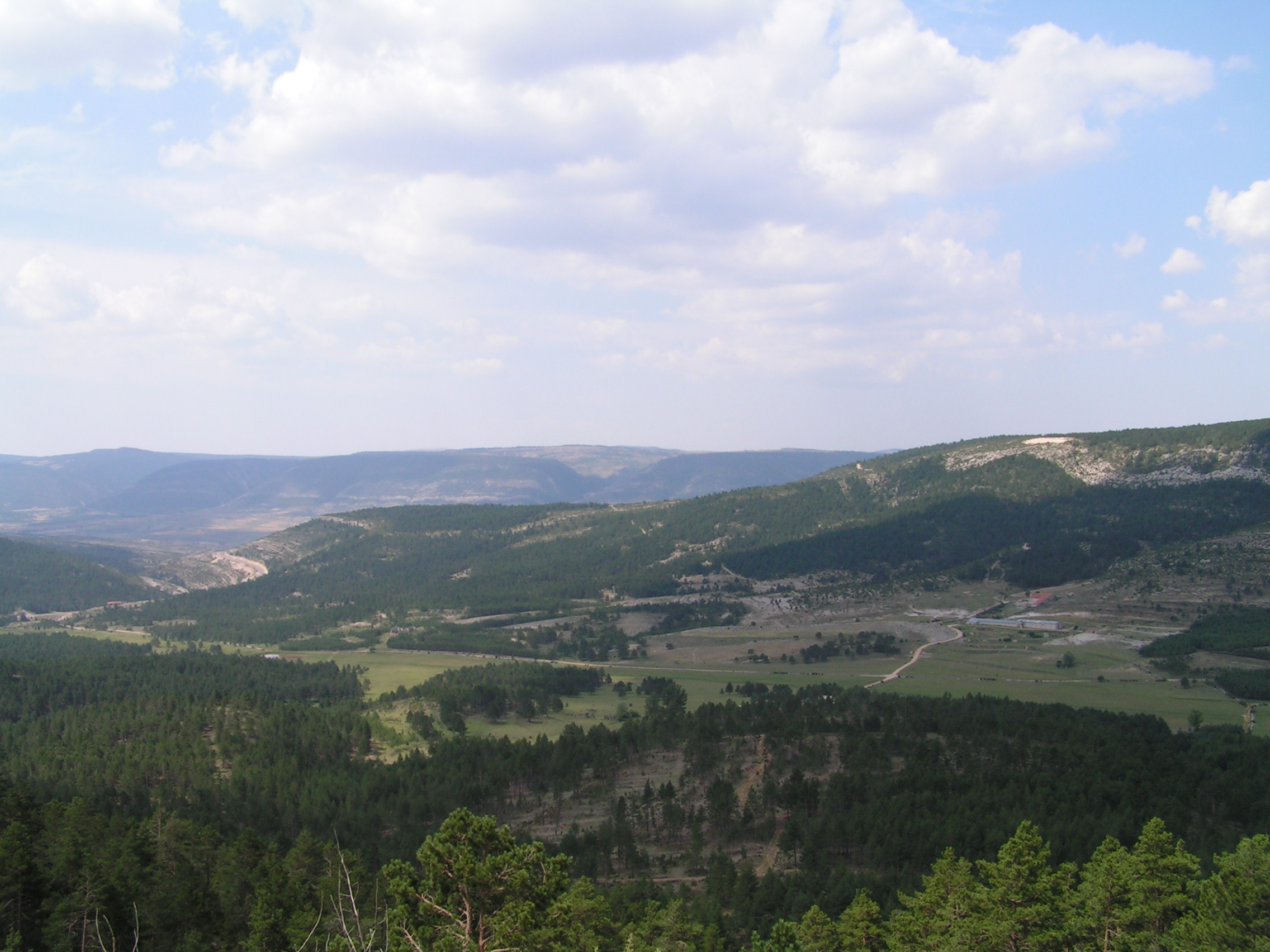
Vista del Maestrat aragonès des del port de Cuarto Pelado

Fortanet és una vila de la província de Terol al peu de la serra de Canyada, al costat de la rambla de Mal Burg, a la conca del riu Guadalop. És a uns quilòmetres de port Pelat, a la zona nord de la Serra de Gúdar, l'abric de la serra Frontó. Fortanet és considerat com la joia oculta del Maestrat, a 70 km de Terol i 180 de Saragossa. El conjunt d'aquestes cases s'alça a 1353 m sobre el nivell del mar, encara que al terme municipal es poden trobar pics més elevats com el de Tarrascón, 1995 m, i el Pairón de la Capellanía.

## Història
Al terme es trobà una arracada d'or, segurament de la primera Edat de Ferro, que és considerada com una troballa única a l'Aragó.
Fortanet fou escenari el 4 d'agost de 1836, durant la primera guerra carlina, de la derrota dels carlins de Joaquín Quilez i els liberals del general Soria.

## Edificis d'interès

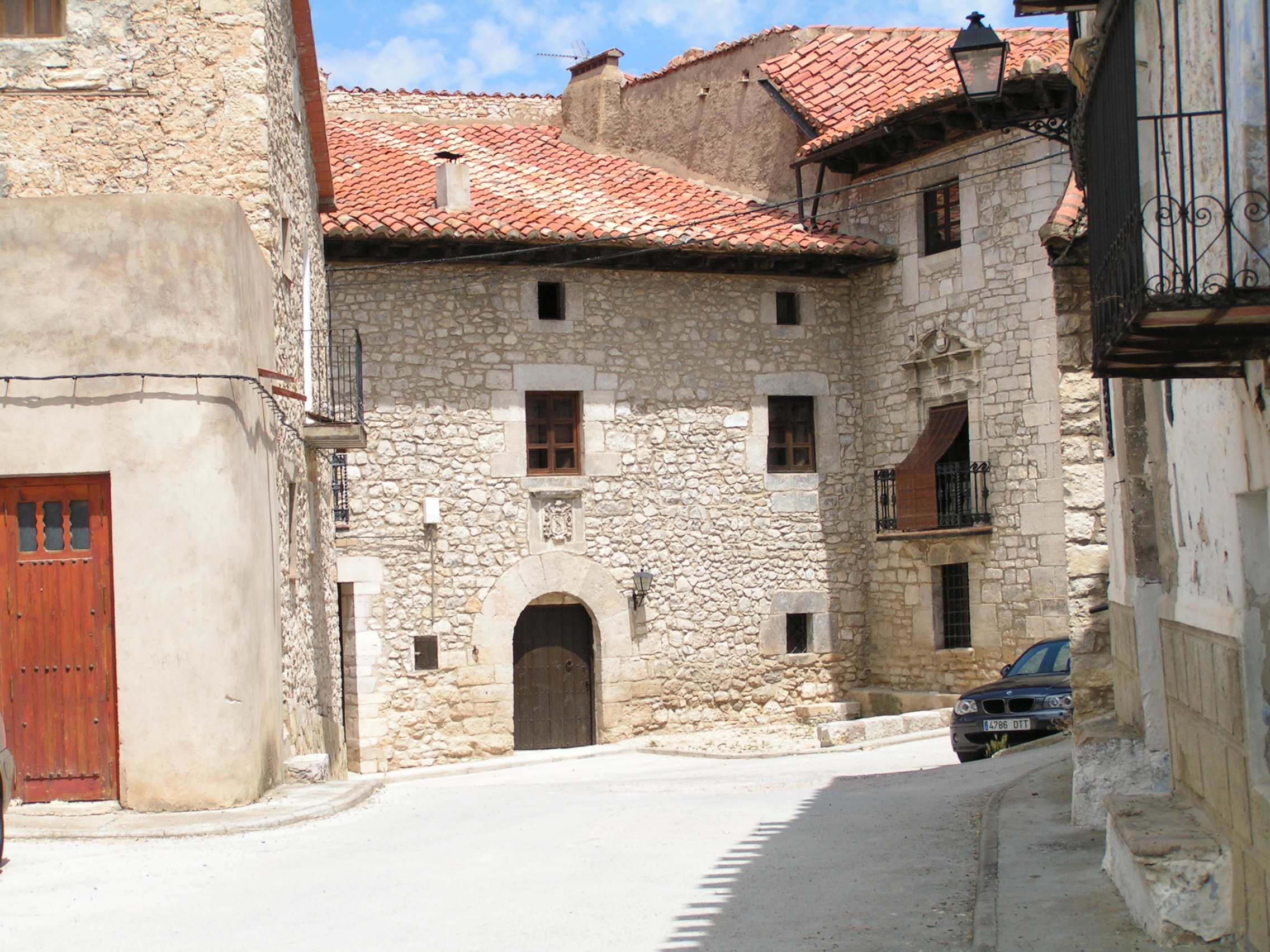
Casa dels marquesos de Medinaceli

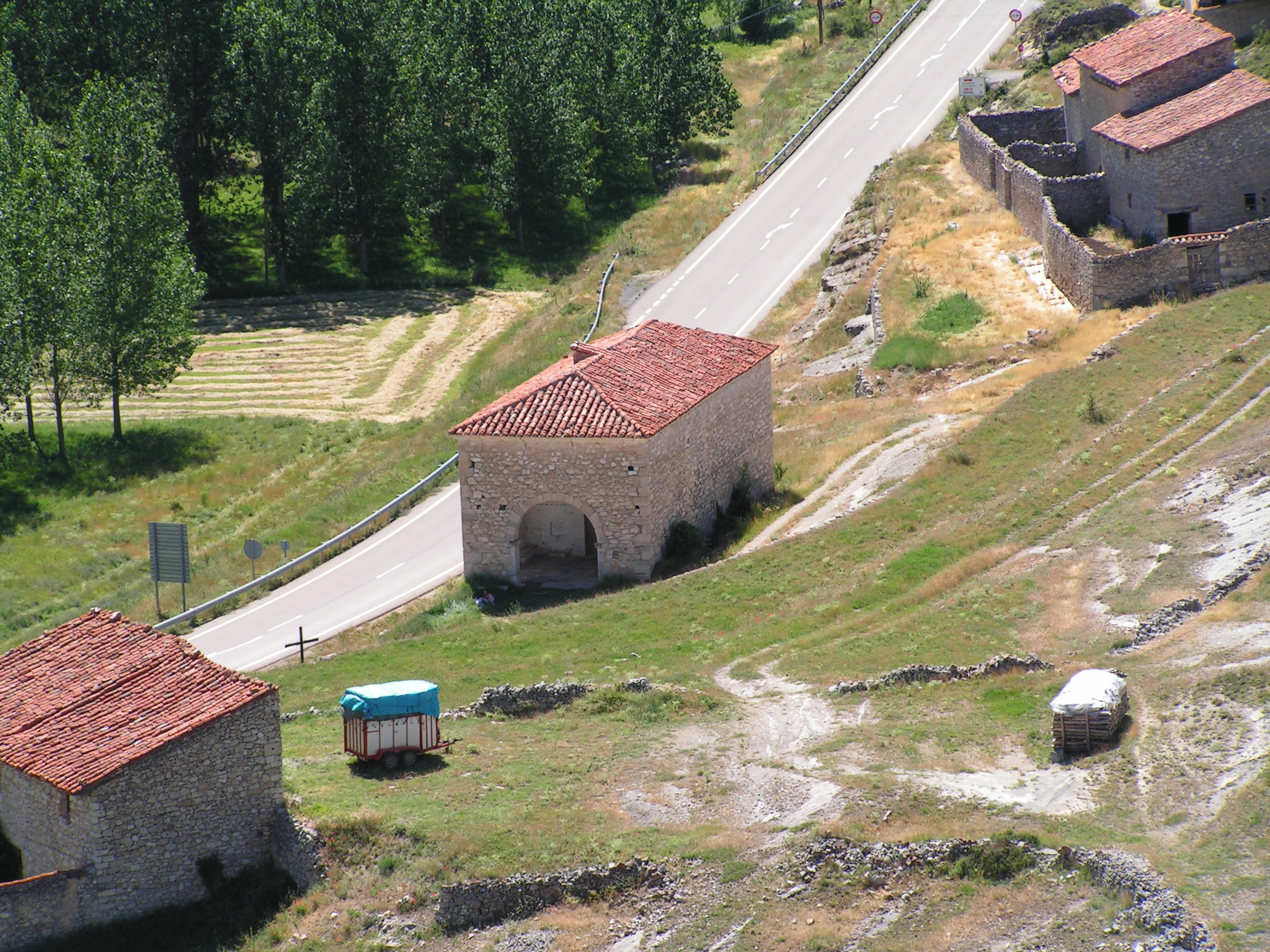
Ermita de Santa Bàrbara

La localitat fou antigament una plaça forta resguardada per dos sumptuosos castells. Del primer, de manufactura àrab, encara queden restes sobre un tossal del nucli urbà; el segon va ser construït per ordre del Cid Campeador sobre el turó dels Mercadals. El nom prové de fort, que significa fortalesa, i anete, deformació del nom del pic pirinenc d'Aneto, que significa 'altura màxima'. També pertanyents al terme hi ha dos poblats ibers, Villaseix i Ontilles. S'ha arribat a la conclusió que l'antiga població s'instal·là a la font Major, a uns quilòmetres de l'actual nucli urbà, i en aquest indret s'han trobat restes de ceràmica. Hi ha a més altres fonts d'excel·lents aigües, com les del Mosquit, la Canaleta i el Tosco.
Repartits pel poble es poden trobar alguns edificis de construcció noble: el dels marquesos de Villasegura (on està actualment instal·lada la caserna de la Guàrdia Civil); el dels marquesos de Medinaceli; la casa també coneguda com la del marqués, situada en el carrer Benón; la mansió dels Llorca, i la casa que servia de presó durant les guerres carlines. L'edifici destinat a la casa consistorial està decorat amb interessants cassetonats. L'església parroquial és enorme i es va construir a mitjans del segle xvi, encara que s'acabà a finals del XVII. En la construcció participaren tots el veïns. L'edifici és de tres naus, amb el cor sobre l'absis i els dos púlpits. Entre les riqueses artístiques es compta un calze gòtic d'orfebreria de plata.
Resten dues ermites, la de Santa Bàrbara, situada a l'entrada del poble, i la de Sant Joan, actualment en ruïnes. Al terme es trobà una arracada d'or, segurament de la primera Edat de Ferro, que és considerada com una troballa única a l'Aragó.

## Demografia
| 1.570 | 1.406 | 1.355 | 1.301 | 1.095 | 944 | 756 | 506 | 325 | 212 | 190 | 203 | 208 | 240 | 223 | 201 |

## Administració
| Període     | Alcalde o alcaldessa     | Partit polític | Data de possessió | Observacions |
| ----------- | ------------------------ | -------------- | ----------------- | ------------ |
| 1979–1983   |                          |                | 19/04/1979        | --           |
| 1983–1987   |                          |                | 28/05/1983        | --           |
| 1987–1991   |                          |                | 30/06/1987        | --           |
| 1991–1995   |                          |                | 15/06/1991        | --           |
| 1995–1999   |                          |                | 17/06/1995        | --           |
| 1999–2003   | Lucía Domingo Monserrate | PP             | 03/07/1999        | --           |
| 2003–2007   | Lucía Domingo Monserrate | PAR            | 14/06/2003        | --           |
| 2007–2011   | José Luis Monserrate Gil | PSOE           | 16/06/2007        | --           |
| 2011–2015   | José Luis Monserrate Gil | PSOE           | 11/06/2011        | --           |
| 2015–2019   | n/d                      | n/d            | 13/06/2015        | --           |
| 2019-2023   | n/d                      | n/d            | 15/06/2019        | --           |
| Des de 2023 | n/d                      | n/d            | 17/06/2023        | --           |

## Festes
- Patró: sant Cristòfol
- Patrona: Nostra Senyora del Roser

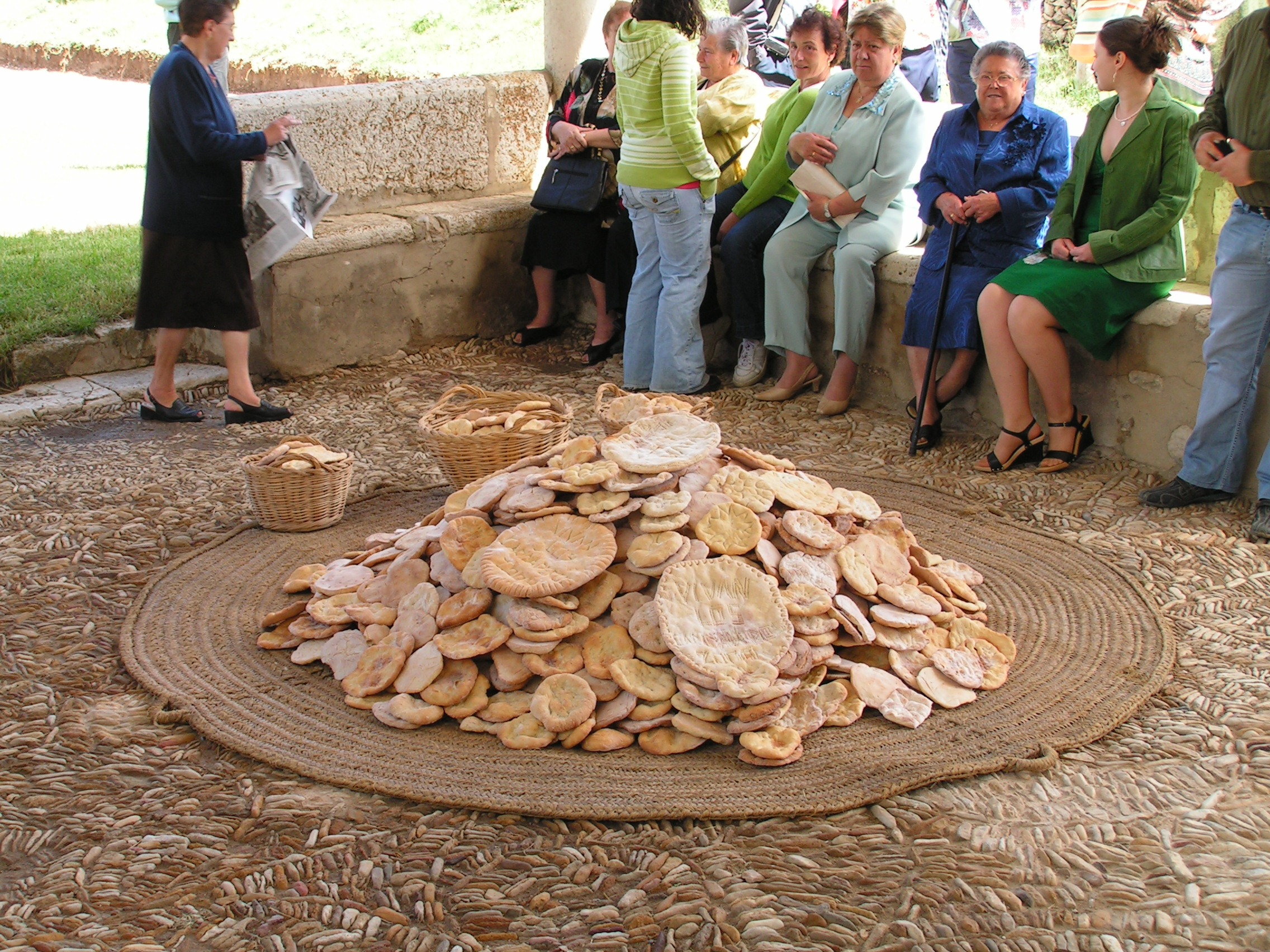
Benedicció de les "tortas"

- Altres festes: Sant Lambert i Santa Bàrbara

### La Benedicció de les tortes
La missa en honor del patró de la localitat, sant Cristòfol, se celebra a l'ermita de Sant Llorenç. Després de la cerimònia, es duu a terme la benedicció de les tortas, que després són repartides per les membres del santoral, vestides amb davantals blancs orlats de puntetes. El repartiment té la particularitat que es fa damunt de cavalls, engalanats amb vistosos aparells i ramatges. També es beneeixen els vehicles dels veïns. Resten dues ermites, la de Santa Bàrbara, situada a l'entrada del poble, i la de Sant Joan, actualment en ruïnes.